# Frühling (Altenmarkt an der Alz)
Frühling ist ein Gemeindeteil von Altenmarkt an der Alz im oberbayerischen Landkreis Traunstein. Der Weiler befindet sich circa zwei Kilometer nordnordwestlich von Altenmarkt ein gutes Stück westlich des Alztaleinschnitts.

## Bevölkerungsentwicklung
| Jahr      | 1871 | 1925 | 1950 | 1970 | 1987 |
| Einwohner | 27   | 31   | 44   | 21   | 30   |

## Baudenkmäler
Siehe auch: Liste der Baudenkmäler in Frühling
- Wohnstallhaus, erbaut 1849
- Zwei Bundwerkstadel, erbaut im 19. Jahrhundert